# Metellina orientalis
Metellina orientalis är en spindelart som först beskrevs av Sergei Aleksandrovich Spassky 1932.  Metellina orientalis ingår i släktet Metellina och familjen käkspindlar. Inga underarter finns listade i Catalogue of Life.